# Uriumkan
Uriumkan (ros. Урюмкан) – rzeka w azjatyckiej części Rosji, w Kraju Zabajkalskim, lewy dopływ Argunu. Wypływa z Gór Uriumkańskich. Jej długość wynosi 226 km; dorzecze zajmuje powierzchnię 4400 km².